# Silau Rakyat
Silau Rakyat is een bestuurslaag in het regentschap Serdang Bedagai van de provincie Noord-Sumatra, Indonesië. Silau Rakyat telt 6220 inwoners (volkstelling 2010).